# پورفلیت
پورفلیت (به انگلیسی: Purfleet) یک روستا در بریتانیا است که در اسکس واقع شده‌است.